# Certificat PSA
Certificat PSA (Platform Security Architecture, PSA Certified) és un esquema de certificació de seguretat per a maquinari, programari i dispositius d'Internet de les coses (IoT). Va ser creat per Arm Holdings, Brightsight, CAICT, Prove & Run, Riscure, TrustCB i UL com a part d'una associació global.
Arm Holdings va presentar per primera vegada les especificacions de PSA el 2017 per descriure estàndards comuns per a la seguretat IoT, amb el PSA Certified Assurance Scheme llançat dos anys més tard, el 2019.

## Història
El 2017, Arm Holdings va presentar l'Arquitectura de seguretat de la plataforma (PSA), un marc dissenyat per millorar la seguretat dels dispositius i serveis d'Internet de les coses (IoT). PSA va sorgir com un estàndard complet, que incorpora diversos elements com ara models d'amenaces, anàlisis de seguretat i especificacions arquitectòniques per a maquinari i microprogramari. També incloïa una implementació de referència de firmware de codi obert. L'objectiu principal de PSA era establir una línia de base per a la seguretat en el sector IoT, atenent les necessitats tant dels fabricants de programari com de dispositius.
Amb el temps, PSA va evolucionar cap a PSA Certified, un marc de quatre etapes més estructurat. Aquest desenvolupament tenia com a objectiu proporcionar als dissenyadors d'IoT un enfocament sistemàtic per garantir la seguretat. El marc classificava la seguretat en diferents nivells, cadascun oferint diferents graus d'avaluació i garantia.
Els documents inicials de PSA i els models d'amenaça d'IoT es van publicar el 2018, marcant un pas important en l'estandardització de la seguretat de l'IoT.
El procés de certificació formal per a PSA Certified es va llançar a Embedded World el 2019. Aquest esdeveniment va veure la introducció de la certificació de nivell 1, dirigida principalment als venedors de xips. Paral·lelament, també es va presentar un esborrany que descriu el nivell 2 de protecció.
PSA Certified es va reforçar encara més amb la col·laboració de set parts interessades fundadores, incloses Arm Holdings, Brightsight, CAICT, Prove & Run, Riscure, UL i TrustCB. TrustCB es va unir com a organisme de certificació independent per a l'esquema, mentre que la resta de parts interessades, quatre dels quals són laboratoris de proves de seguretat, van contribuir a la creació de les especificacions PSA Certified en virtut de l'acord conjunt de parts interessades de PSA.
L'ecosistema PSA Certified es va expandir el 2021 amb la incorporació d'Applus+ i ECSEC, dos notables laboratoris de proves de seguretat.
Les fites destacables en el camí de la certificació PSA inclouen l'emissió dels primers certificats de nivell 2 als venedors de xips el febrer de 2020 i l'atorgament del primer certificat de nivell 3 el març de 2021.
El novembre de 2022, PSA Certified va introduir el nivell 2 + element segur. Aquesta nova categoria permet la integració d'un element segur per millorar la protecció física al nivell 2, salvant la bretxa abans d'avançar a la protecció de nivell 3 més robusta.
L'evolució de PSA i la introducció de PSA Certified representen avenços significatius en l'estandardització i la millora de la seguretat IoT, reflectint el compromís constant de la indústria per salvaguardar els dispositius interconnectats en un món cada cop més digital.

## Certificació
El PSA Joint Stakeholders Agreement és una iniciativa centrada a establir un estàndard global per a la seguretat de l'Internet de les coses (IoT). Aquest acord pretén simplificar els protocols de seguretat dins de la indústria electrònica proporcionant un esquema de seguretat coherent i complet. L'esquema de certificació de seguretat, tal com es descriu a l'acord, defensa un enfocament de seguretat per disseny aplicable a un ampli espectre de productes IoT. Aquest procés comença amb una avaluació exhaustiva de la seguretat del xip, concretament la seva arrel de confiança (RoT), i s'estén progressivament al programari del sistema i al codi d'aplicació del dispositiu. En particular, les especificacions certificades per PSA estan dissenyades per ser neutrals pel que fa a la implementació i l'arquitectura, fent-les aplicables a diversos xips, programari i dispositius.
El programa PSA Certified pretén abordar i reduir la fragmentació en els sectors de fabricació i desenvolupament de productes IoT. Admet la creació de system-on-chips (SoC) que incorporen un PSA Root of Trust (PSA-RoT), un component de seguretat accessible per a plataformes de programari i fabricants d'equips originals (OEM).

### Certificació API funcional
PSA-RoT ofereix un conjunt d'API d'alt nivell, que faciliten l'abstracció de maquinari i microprogramari de confiança entre diferents venedors de xips. Aquestes API inclouen l'API de criptografia de PSA, l'API de certificació de PSA, l'API d'emmagatzematge de PSA i l'API d'actualització de firmware de PSA. El compliment d'aquestes API es verifica mitjançant paquets de proves d'API de codi obert i hi ha disponible una implementació de codi obert de les API Root of Trust de PSA a través del projecte TrustedFirmware.org.

### Nivells de certificació

#### Certificació de nivell 1
El nivell 1 s'adreça a venedors de xips, plataformes de programari i fabricants de dispositius. Implica un qüestionari, revisió de documents i una entrevista realitzada per un laboratori de certificació. El procés garanteix l'alineació amb els estàndards i lleis clau d'IoT, com ara NISTIR 8259, ETSI 303 645 i SB-327.

#### Certificació de nivell 2[5]
Aquesta certificació de nivell mitjà se centra en els atacs de programari i inclou una revisió durant un mes del codi font PSA-RoT per part d'un laboratori de seguretat. Fa èmfasi en mètodes d'atac i metodologies d'avaluació específiques, amb un requisit de suport de maquinari de les funcions PSA-RoT, principalment dirigides als venedors de xips.

#### Nivell 2 + Element segur
Aquest nivell millora el nivell 2 afegint protecció física per a determinades funcions de seguretat. Normalment implica un SoC certificat de nivell 2 combinat amb un element segur, centrat en operacions criptogràfiques segures i emmagatzematge de claus.

#### Certificació de nivell 3
El nivell més alt, el nivell 3, s'amplia al nivell 2 per incloure salvaguardes contra diversos atacs físics i de canal lateral. Aquest nivell engloba la protecció física de totes les funcions de seguretat, diferenciant-la del Nivell 2 + Element segur.
Aquest enfocament estructurat en virtut de l'acord de parts interessades conjuntes de PSA i els nivells de certificació posteriors tenen un paper crític a l'hora d'unificar i enfortir els estàndards de seguretat IoT, atendre les diverses necessitats del sector i promoure un entorn IoT més segur.